# Bestemming Nirwana
Bestemming Nirwana (Amerikaanse titel: Destiny doll) is een sciencefiction-roman van de Amerikaanse schrijver Clifford D. Simak. Het origineel werd uitgebracht in 1971 door uitgeverij G.P. Putnam’s & Sons in New York. . De Nederlandse versie werd in 1973 uitgegeven door Uitgeverij Het Spectrum in de Prisma Pocketsreeks onder catalogusnummer 1571 tegen een verkoopprijs van 3,50 gulden. 
De Tijd omschreef het in 1973 als zijnde een futurologische roman. Het Vrije Volk omschreef het als “spannend boekje”.
De kapitein van een ruimteschip begeleidt een aantal avonturiers op zoek naar Lawrence Arlen Knight, van wie menigeen gehoord heeft, maar niemand kan hem vinden. Een van de avonturiers, die bovendien blind is, heeft het idee dat deze wel eens op een specifieke planeet kan zijn. Deze planeet, een bijna geheel verlaten Aarde blijkt bij aankomst geheel lichtblauw en wit te zijn in de kleuren van flets porselein. Er volgt een reis met hindernissen naar de plek waar Knight zit ophoudt. Die blijkt zich opgesloten te hebben in een gebied waar geen mechanische apparaten zijn toegestaan en waar alles idyllisch aandoet. Knight hoe oud dan ook ziet er gezond en stralend uit. Wanneer de oogkleppen worden afgedaan, blijkt het een grauwe wereld in verval te zijn met allemaal afval; Knight is oude verschrompelde man.
Destiny doll verwijst naar een pop (doll), die bijna de gehele reis meegetorst wordt.    